# Орлово (Углегорский муниципальный район)
Орлово — село в Углегорском муниципальном районе Сахалинской области России, в 28 км от районного центра. Входит в состав Углегорского городского поселения.
Находится на берегу Татарского пролива. До 1945 года принадлежало японскому губернаторству Карафуто и называлось Усиро (село) (яп. 鵜城). После передачи Южного Сахалина СССР переименовано 15 октября 1947 года в честь мореплавателя и исследователя Сахалина Д. И. Орлова, который, как установил краевед И. А. Самарин, и является основателем первого русского поселения на его территории (и на Сахалине в целом) в 1853 году.

## История
На основании воспоминаний Г.И. Невельского (опубликованных посмертно в 1878 году) считается, что первый на Сахалине русский военный пост Ильинский был основан 30 августа 1853 года по указанию Невельского русским исследователем Д. И. Орловым (1806—1859) на месте айнского селения Кусунай в устье одноимённой реки (сейчас Ильинка). Однако, согласно сохранившемуся докладу самого Орлова, пост Ильинский был основан 17 августа 1853 года в айнском селении Венду-эса на широте 48°50'47"N, что примерно на 105 км севернее айнского селения Кусунай (нынешнее с. Ильинское Тамаринского района), которое Орлов также посещал, но позже, и об учреждении там поста ничего не писал. 
Орлов в своем докладе сообщал: «Через час пристал у селения Венду-эса, где встретили нас курильцы (айны) стоя на коленях с низкими поклонами, махая ветвею от ивы с весящими стружками (наструганными кругом от той же ветви). Одарив их незначительными подарками за принесенную рыбу, я немедля в исполнение инструкции поставил первоначальный Ильинский пост и поднятием флага P.-А. К., после этого приступил к приготовлению лодки к предназначенному мне плаванию.
Селение Венду-эса состоит из пяти душ мужского пола, живущих в трех небольших юртах из корья, которые построены у берега моря на ровном месте в 1/2 мили итальян. от прибрежного хребта». 
Согласно вышеуказанным координатам, в местности, где был основан «первоначальный» пост Ильинский (уже через месяц, 20 сентября 1853 года, он упразднён Орловым же, который не видел там возможным «в позднее время года снабжение провизиею, равно и подкрепление людьми»), сейчас располагается село Орлово Углегорского района.

## Население
По переписи 2002 года население — 71 человек (38 мужчин, 33 женщины). Преобладающая национальность — русские (93 %).
| 1925 | 1935 | 2002 |
| ---- | ---- | ---- |
| 1134 | 1883 | 71   |

| 2002 | 2010 | 2013 | 2021 |
| ---- | ---- | ---- | ---- |
| 71   | ↘29  | ↘25  | ↘5   |